# Người Dơi trong điện ảnh
Siêu anh hùng hư cấu Người Dơi, người xuất hiện trong truyện tranh Mỹ do DC Comics xuất bản, đã xuất hiện trong nhiều bộ phim khác nhau kể từ khi anh ấy ra đời. Được tạo ra bởi Bob Kane và Bill Finger, nhân vật lần đầu tiên đóng vai chính trong hai bộ phim nối tiếp vào những năm 1940: Batman và Batman and Robin. Nhân vật này cũng xuất hiện trong bộ phim Batman năm 1966, là một bộ phim điện ảnh chuyển thể từ loạt phim truyền hình Batman những năm 1960 với sự tham gia của Adam West và Burt Ward, những người cũng đóng vai chính trong phim. Vào cuối những năm 1980, Warner Bros. bắt đầu sản xuất một loạt phim truyện với sự tham gia của Người Dơi, bắt đầu với bộ phim Batman năm 1989, do Tim Burton đạo diễn và Michael Keaton đóng vai chính. Burton và Keaton trở lại trong phần tiếp theo của Batman Returns năm 1992, và vào năm 1995, Joel Schumacher đạo diễn Batman Forever với Val Kilmer trong vai Người Dơi. Schumacher cũng đạo diễn Batman & Robin phần tiếp theo năm 1997, với sự tham gia của George Clooney. Batman & Robin được cả giới phê bình và người hâm mộ đón nhận không tốt, dẫn đến việc Batman Unchained bị hủy bỏ.
Sau khi hai đề xuất làm phim tiếp theo bị hủy bỏ, nhượng quyền thương mại đã được khởi động lại vào năm 2005 với Batman Begins, do Christopher Nolan đạo diễn và Christian Bale đóng vai chính. Nolan trở lại đạo diễn hai phần tiếp theo thông qua việc phát hành The Dark Knight vào năm 2008 và The Dark Knight Rises vào năm 2012, với Bale tái hiện vai diễn của mình trong cả hai bộ phim. Cả hai phần tiếp theo đều kiếm được hơn 1 tỷ đô la trên toàn thế giới, khiến Batman trở thành thương hiệu phim thứ hai có hai trong số các phim của nó kiếm được hơn 1 tỷ đô la trên toàn thế giới. Được gọi là "Bộ ba Hiệp sĩ bóng đêm", sự hoan nghênh của giới phê bình và thành công thương mại của các bộ phim của Nolan đã được ghi nhận là đã khôi phục sự phổ biến rộng rãi cho siêu anh hùng, với phần thứ hai được coi là một trong những bộ phim siêu anh hùng hay nhất mọi thời đại.
Sau khi Warner Bros. ra mắt vũ trụ điện ảnh chung của riêng họ được gọi là Vũ trụ Mở rộng DC (DCEU) vào năm 2013, Ben Affleck đã được chọn đóng vai Người Dơi trong loạt phim mở rộng mới, xuất hiện lần đầu vào năm 2016 với bộ phim được đạo diễn bởi Zack Snyder Batman v Superman: Dawn of Justice. Bộ phim bắt đầu một chuỗi chuyển thể tiếp theo của DC Comics, bao gồm Liên minh Công lý và Liên minh Công lý phiên bản của Zack Snyder có các nhân vật DC Comics khác, và bộ phim độc lập The Batman, do Matt Reeves đạo diễn, với Robert Pattinson trong vai chính. Affleck và Keaton đều sẽ đảm nhận vai Batman trong bộ phim sắp tới của DCEU The Flash (2022). Leslie Grace sẽ dẫn đầu bộ phim Batgirl (2022) của HBO Max, trong đó Keaton cũng sẽ đóng lại vai diễn của mình.
Loạt phim đã thu về hơn 4,99 tỷ đô la tại phòng vé toàn cầu, trở thành thương hiệu phim có doanh thu cao thứ 11 mọi thời đại. Batman cũng đã xuất hiện trong nhiều bộ phim hoạt hình, cả với tư cách là một nhân vật chính và một nhân vật tập hợp. Trong khi hầu hết các bộ phim hoạt hình đều được phát hành trực tiếp qua video , thì phim hoạt hình năm 1993 có Batman: Mask of the Phantasm (dựa trên Batman: The Animated Series những năm 1990 ) và The Lego Batman Movie năm 2017 (phần phụ của The Lego Movie năm 2014) đã được phát hành rạp chiếu. Kiếm được tổng cộng chưa điều chỉnh là 2.783.118.504 đô la Mỹ, loạt phim về Người Dơi là loạt phim có doanh thu cao thứ tư ở Bắc Mỹ.

## Danh sách phim
| Phim                               | Ngày phát hành ở Mỹ  | Diễn viên                      | Đạo diễn                       | Câu chuyện                                             | Biên kịch                                                                         | Sản xuất                                                |
| Loạt phim ban đầu                  | Loạt phim ban đầu    | Loạt phim ban đầu              | Loạt phim ban đầu              | Loạt phim ban đầu                                      | Loạt phim ban đầu                                                                 | Loạt phim ban đầu                                       |
| ---------------------------------- | -------------------- | ------------------------------ | ------------------------------ | ------------------------------------------------------ | --------------------------------------------------------------------------------- | ------------------------------------------------------- |
| Batman                             | 16 tháng 7 năm 1943  | Lewis Wilson                   | Lambert Hillyer                | Victor McLeod, Leslie Swabacker and Harry L. Fraser    | Victor McLeod, Leslie Swabacker and Harry L. Fraser                               | Rudolph C. Flothow                                      |
| Batman and Robin                   | 26 tháng 6 năm 1949  | Robert Lowery                  | Spencer Gordon Bennet          | George H. Plympton, Joseph F. Poland and Royal K. Cole | George H. Plympton, Joseph F. Poland and Royal K. Cole                            | Sam Katzman                                             |
| Batman: The Movie                  | 30 tháng 7 năm 1966  | Adam West                      | Leslie H. Martinson            | Lorenzo Semple, Jr.                                    | Lorenzo Semple, Jr.                                                               | William Dozier                                          |
| Loạt phim 1989–1997                |                      |                                |                                |                                                        |                                                                                   |                                                         |
| Batman                             | 23 tháng 6 năm 1989  | Michael Keaton                 | Tim Burton                     | Sam Hamm                                               | Warren Skaaren, Jonathan Gems and Charles McKeown                                 | Jon Peters and Peter Guber                              |
| Batman Returns                     | 19 tháng 6 năm 1992  | Michael Keaton                 | Tim Burton                     | Daniel Waters                                          | Wesley Strick                                                                     | Denise Di Novi and Tim Burton                           |
| Batman Forever                     | 16 tháng 6 năm 1995  | Val Kilmer                     | Joel Schumacher                | Lee Batchler and Janet Scott-Batchler                  | Akiva Goldsman                                                                    | Peter MacGregor-Scott                                   |
| Batman & Robin                     | 20 tháng 6 năm 1997  | George Clooney                 | Joel Schumacher                | Akiva Goldsman                                         | Akiva Goldsman                                                                    | Peter MacGregor-Scott                                   |
| Loạt phim hoạt hình                |                      |                                |                                |                                                        |                                                                                   |                                                         |
| Batman: Mask of the Phantasm       | December 25, 1993    | Kevin Conroy                   | Eric Radomski and Bruce Timm   | Alan Burnett                                           | Alan Burnett, Paul Dini, Martin Pasko and Michael Reaves                          | Benjamin Melniker and Michael Uslan                     |
| The Lego Batman Movie              | 10 tháng 2 năm 2017  | Will Arnett                    | Chris McKay                    | Seth Grahame-Smith                                     | Seth Grahame-Smith, Chris McKenna, Erik Sommers, Jared Stern and John Whittington | Dan Lin, Phil Lord and Christopher Miller and Roy Lee   |
| Loạt phim The Dark Knight          |                      |                                |                                |                                                        |                                                                                   |                                                         |
| Batman Begins                      | 25 tháng 6 năm 2005  | Christian Bale                 | Christopher Nolan              | David S. Goyer                                         | Christopher Nolan and David S. Goyer                                              | Charles Roven, Emma Thomas and Larry Franco             |
| The Dark Knight                    | 18 tháng 7 năm 2008  | Christian Bale                 | Christopher Nolan              | Christopher Nolan and David S. Goyer                   | Jonathan Nolan and Christopher Nolan                                              | Emma Thomas, Charles Roven and Christopher Nolan        |
| The Dark Knight Rises              | 20 tháng 7 năm 2012  | Christian Bale                 | Christopher Nolan              | Christopher Nolan and David S. Goyer                   | Jonathan Nolan and Christopher Nolan                                              | Emma Thomas, Charles Roven and Christopher Nolan        |
| Loạt phim Vũ trụ Mở rộng DC        |                      |                                |                                |                                                        |                                                                                   |                                                         |
| Batman v Superman: Dawn of Justice | 25 tháng 3 năm 2016  | Ben Affleck                    | Zack Snyder                    | Chris Terrio and David S. Goyer                        | Chris Terrio and David S. Goyer                                                   | Charles Roven and Deborah Snyder                        |
| Suicide Squad                      | 5 tháng 8 năm 2016   | Ben Affleck                    | David Ayer                     | David Ayer                                             | David Ayer                                                                        | Charles Roven and Richard Suckle                        |
| Justice League                     | 17 tháng 11 năm 2017 | Ben Affleck                    | Joss Whedon                    | Chris Terrio and Zack Snyder                           | Chris Terrio and Joss Whedon                                                      | Charles Roven, Deborah Snyder, Jon Berg and Geoff Johns |
| Zack Snyder's Justice League       | 18 tháng 3 năm 2021  | Ben Affleck                    | Zack Snyder                    | Zack Snyder & Chris Terrio and Will Beall              | Chris Terrio                                                                      | Charles Roven and Deborah Snyder                        |
| Batgirl                            | 2022                 | Michael Keaton                 | Adil El Arbi and Bilall Fallah | Christina Hodson                                       | Christina Hodson                                                                  | Kristin Burr                                            |
| The Flash                          | 23 tháng 6 năm 2023  | Michael Keaton and Ben Affleck | Andy Muschietti                | Christina Hodson                                       | Christina Hodson and John Francis Daley & Jonathan Goldstein                      | Michael Disco and Barbara Muschietti                    |
| Loạt phim của Matt Reeves          |                      |                                |                                |                                                        |                                                                                   |                                                         |
| The Batman                         | 4 tháng 3 năm 2022   | Robert Pattinson               | Matt Reeves                    | Matt Reeves & Peter Craig                              | Matt Reeves & Peter Craig                                                         | Matt Reeves and Dylan Clark                             |